# Rue Bréa
Pour les articles homonymes, voir Bréa.
Ne pas confondre avec la rue de Bréa à Nantes ; ni la rue Michel-Bréal dans le 13e arrondissement de Paris.
La rue Bréa est une rue du 6e arrondissement de Paris.

## Situation et accès

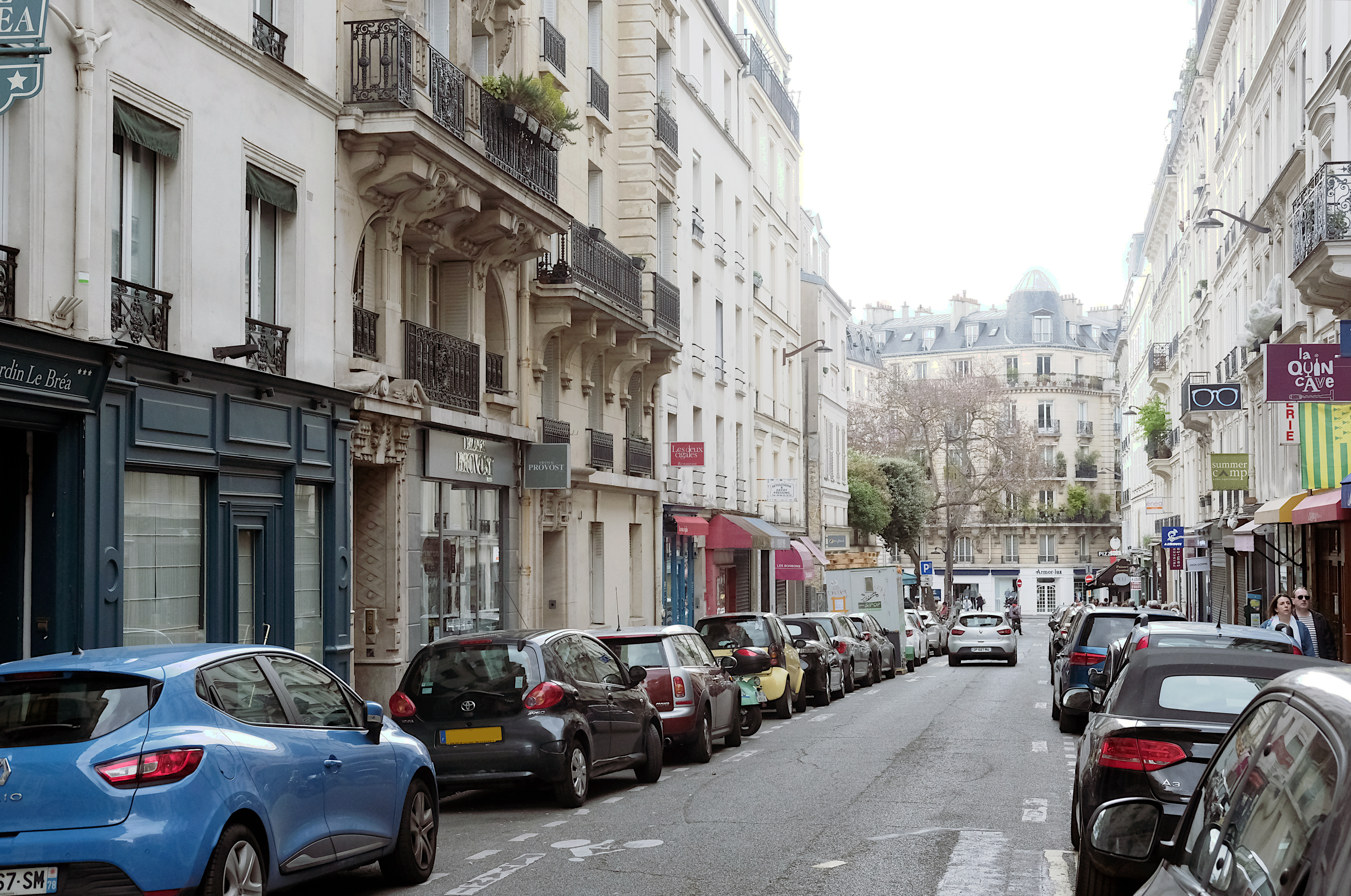
Rue Bréa vue depuis le boulevard Raspail.

Longue de 175 m, elle débute 19, rue Vavin et 54, rue Notre-Dame-des-Champs et se termine 143, boulevard Raspail. Orientée sud-nord, elle est en sens unique.
Les stations de métro les plus proches sont la station Vavin, où circulent les trains de la ligne 4 et la station Notre-Dame-des-Champs, desservie par la ligne 12.

## Origine du nom

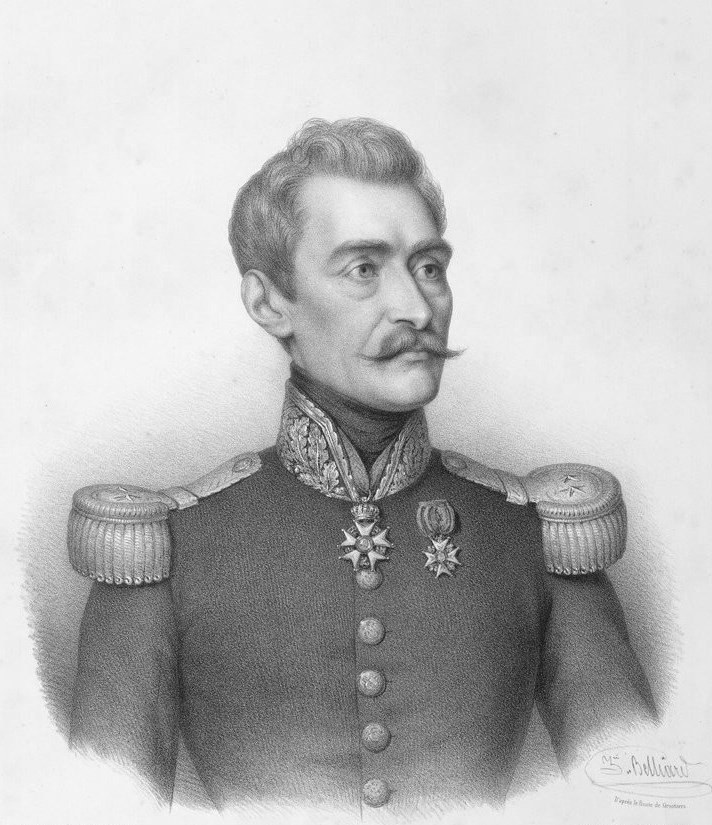
Jean Baptiste Fidèle Bréa.

La rue Bréa tire son nom de Jean Baptiste Fidèle Bréa, général de brigade né en 1790, et tué à la Maison-Blanche le 25 juin 1848.

## Historique

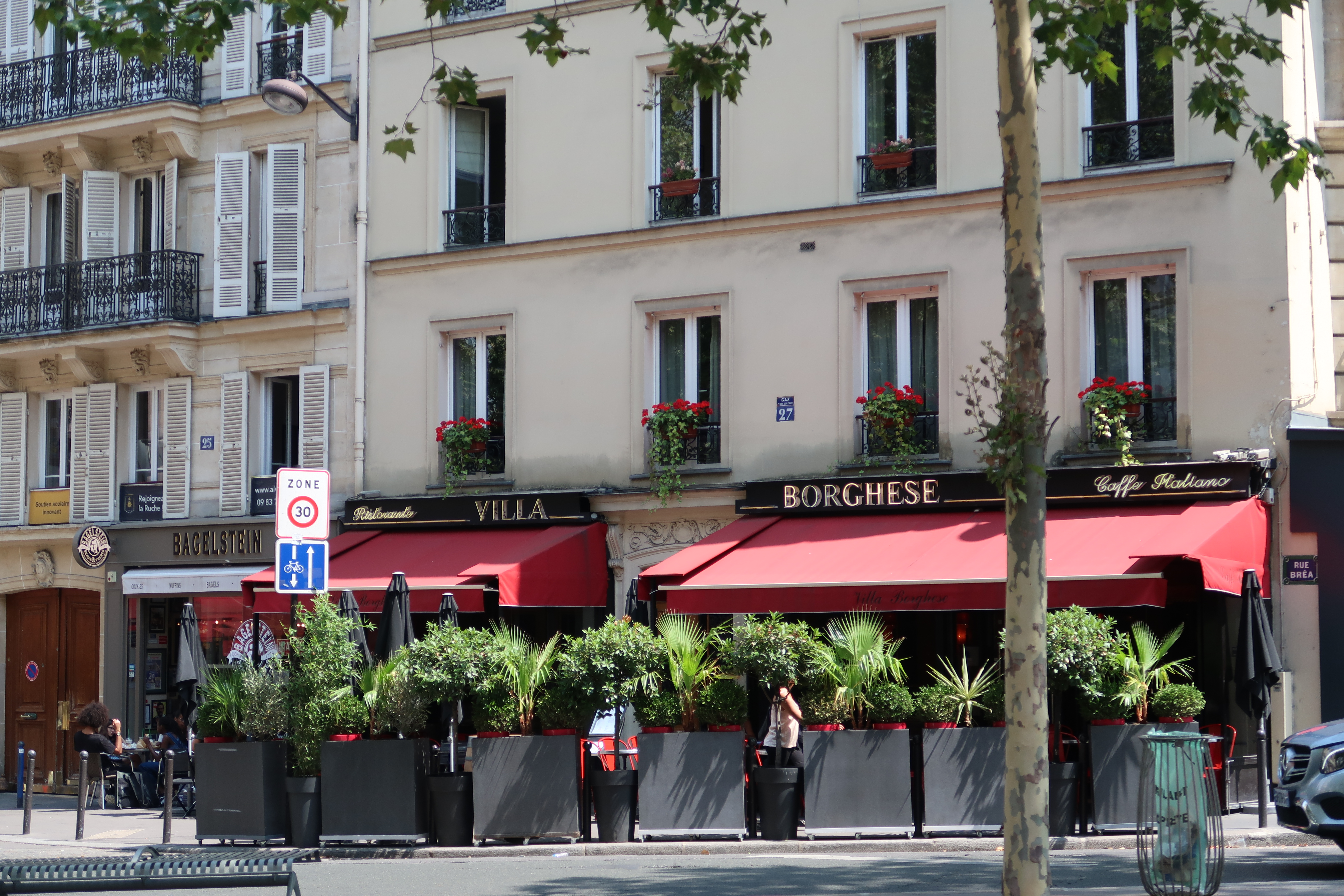
No 27.

À son emplacement se trouvait autrefois un hôtel particulier connu sous le nom d'hôtel de Fleury et construit pour l'abbé Joseph Marie Terray (1715-1778), qui construisit également le château de La Motte-Tilly (Aube). Ce dernier avait construit l'hôtel sur des terrains achetés à l'hôtel-Dieu de Paris sous le règne de Louis XV. Il y mourut en 1778.
L'hôtel aurait appartenu ensuite à la comédienne et courtisane Dufresne, connue sous le nom de marquise de Fleury, dont le duc de Lauzun parle dans ses Mémoires.
L'hôtel appartint plus sûrement à la famille ducale Rosset de Rocozels de Fleury, apparentée au cardinal de Fleury, principal ministre. André Hercule de Rosset de Rocozels de Fleury, marquis puis 2e duc de Fleury, mourut en 1788. L'hôtel revint à son fils André Hercule de Fleury, 3e duc de Fleury (1767-1810), mari de la célèbre Aimée de Coigny (qui a inspiré l'ode La Jeune Captive à André Chénier). Le duc de Fleury étant mort sans descendance, l'hôtel revint à ses héritiers, qui le vendirent peu après à la maison d'éducation de l'abbé Liautard, déjà installée depuis 1804 dans l'hôtel Traversaire, qui lui était contigu. Elle devient en 1822 le collège Stanislas.
De 1825 à 1845, la Ville de Paris devient propriétaire des lieux, tout en permettant au collège l'éducation et l'instruction de ses élèves sous la férule des abbés Liautard, Augé puis Bucquet. Puis les parents se constituent en société civile pour racheter l'établissement à la ville.
En 1847, la Société civile devenue propriétaire du fonds fait faillite après le retrait d'un actionnaire. Les autres parties sont obligées de vendre les bâtiments. Le collège Stanislas trouve asile dans une ancienne brasserie, quelques centaines de mètres plus loin, dans l'ancien hôtel de Mailly, où il est encore établi.
La rue Bréa est alors ouverte par Léon de Chazelles, l'un des anciens actionnaires, sur les terrains dont il était resté propriétaire, et sous le nom de « rue Liautard ». L'hôtel de Fleury est alors démoli et son parc loti.
Quelques décennies plus tard, la rue est diminuée par la création de la dernière section du boulevard Raspail.

## Bâtiments remarquables et lieux de mémoire

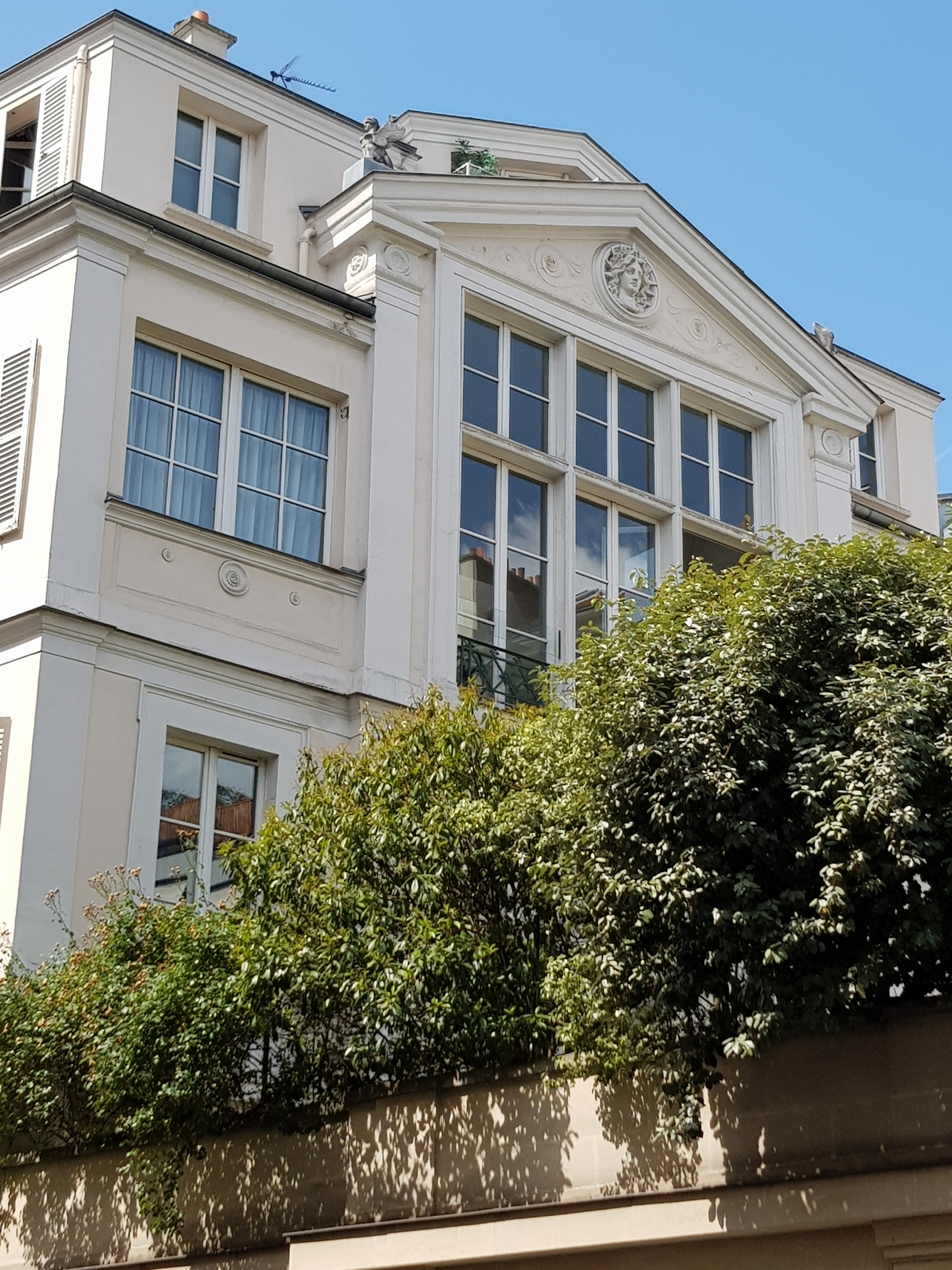
Maison à l'angle des rues Bréa et Vavin.

- Face au no 3 : la place Laurent-Terzieff-et-Pascale-de-Boysson (inaugurée en 2015).
- No 27 : immeuble mixte (1870) à usage d'habitations et de commerces qui abrita, dès 1890, le « Restaurant Faivre[2] », nommé d'après le locataire à bail du rez-de-chaussée. Ce fut, selon Jean Émile-Bayard, plutôt un simple bistrot d'ouvriers fréquenté par des maçons[N 1]. Faivre, patron de l'établissement, compta vers 1900 parmi ses habitués Henri Bellery-Desfontaines (1867-1909), Briadeau, Charles Guérin (1875-1939) et Achille Ouvré (1872-1951). L'immeuble ne fut pas affecté par le prolongement du boulevard Raspail mis en chantier vers 1905, qui fit disparaître les maisons du voisinage implantées dans la section méridionale de la rue Bréa. Ainsi le no 27 devint le dernier numéro impair de cette rue, juste avant l'angle que celle-ci forme avec le boulevard. Faivre transporta néanmoins son bistrot[N 2] de l'autre côté de la nouvelle voie. Quand il abandonna la restauration, les locaux furent repris par une boucherie, elle-même absorbée par un agrandissement de la brasserie La Rotonde[3].
Dans l'entre-deux-guerres, le cabaret-dancing La Cigogne investit le rez-de-chaussée du 27, rue Bréa. Sur une carte postale publicitaire ancienne, illustrée d'un dessin humoristique en couleur (signé « O. Fabrès » en bas à droite), représentant une femme chevauchant une cigogne au milieu d'un public masculin enthousiaste, l'établissement annonça : « Dancing, Attractions, American bar, Soupers, ouvert toute la nuit, 27 Rue Bréa, Montparnasse, tel. danton 64.85[N 3]. » Oscar Fabrès[N 4] (1894-1960[N 5]) dessina également une vue de l'intérieur (signée « O. fabrès / à la Cigogne »). La scène est animée par un maître d'hôtel accueillant des clients qui passent la porte, par des consommateurs attablés devant des sceaux de champagne, des couples enlacés sur une piste de danse et d'un saxophoniste se tenant sur une estrade, derrière lequel se devine, au fond de la salle, le modèle surdimensionné d'une cigogne. L'œuvre fait partie d'une série de dix feuilles imprimées et aquarellées à la main, réunies dans un portfolio intitulé « Montparnasse : Bars, Cafés, Dancings », accompagné d’un texte d’André Salmon et tiré en 1929 à Paris, en 400 exemplaires (éditions Bonamour)[5].
- Au 27, il y a aussi le cabaret La Villa (ex Villa-Chagrin) qui présente des spectacles dénudés, vers 1935[6],[7].
- Le narrateur du roman Le Nœud de vipères (1932), de François Mauriac, loge dans une maison de famille de la rue Bréa.

### Édifices disparus
- Ancien collège Stanislas (hôtel de Fleury).
- No 29 : hôtel de Chartres.